# Restoring Force
Restoring Force es el tercer álbum de estudio de la banda estadounidense Of Mice & Men. Fue lanzado el 24 de enero de 2014 en Europa y Australia, el 27 de enero de 2014 en Japón y el Reino Unido y el 28 de enero de 2014 en los EE. UU. a través de Rise Records. Una edición de lujo del álbum, titulado Restoring Force: Full Circle, fue lanzado el 20 de febrero de 2015. Contaba con cuatro bonus tracks, incluyendo una versión acústica de "Feels Like Forever".

## Antecedentes y grabación
El álbum fue anunciado a través de numerosas publicaciones a finales de noviembre de 2013. El álbum fue producido por David Bendeth. La cotización oficial del tracklist del álbum fue revelado junto con el anuncio del álbum. El álbum fue terminado en octubre de 2013.
"You're Not Alone" fue la primera canción que fue lanzada del álbum, se estrenó el 1 de diciembre de 2013, seguido de "Bones Exposed" que se estrenó el 23 de diciembre de 2013. Si bien "Bones Exposed" es técnicamente, el segundo single del álbum, no recibió un comunicado oficial. "Would You Still Be There" y "Feels Like Forever" fueron el segundo y tercer singles del álbum, lanzado en mayo y octubre de 2014 respectivamente.

## Lanzamiento
El álbum fue lanzado el 28 de enero de 2014 a través de Rise Records. Después del lanzamiento del álbum, la banda se embarcó en una gira de dos meses con Bring Me the Horizon. Antes de su lanzamiento oficial, el álbum fue puesto a disposición de transmitir en línea para que los fanes pudieran escucharlo el 21 de enero de 2014.
A pesar de que el álbum se completó en octubre de 2013, fue elegido para ser lanzado oficialmente en enero de 2014. En una entrevista con Austin Carlile, afirmó que la razón de esto se debía a que "Es una buena manera de empezar el año y nos da el año entero para empujar realmente el recorrido, que va a ser gran sensación que tenemos todo el año por delante de nosotros". El álbum también fue promovido a través de un "paquete de paquete", donde se puede obtener el álbum junto con otra franquicia, incluyendo una edición limitada de un color LPs, haciendo de este el primer álbum de la banda a la venta en disco de vinilo.
A finales de 2014 se anunció que iban a lanzar una edición de lujo del álbum que incluiría tres nuevas canciones, junto con una versión acústica de Feels Like Forever, la titulación de la liberación fue Restoring Force: Full Circle.

## Rendimiento comercial
"Restoring Force" se predijo que se han vendido entre 45 000 y 55 000 copias en su primera semana. Sería terminar vendiendo 51 000 copias en su primera semana, debutando en el número 4 en los EE. UU. Billboard 200. Es el álbum de mayor rendimiento y ganancia de la banda, alcanzando el número 1 por primera vez en los álbumes independientes y listas de álbumes de Hard Rock. También fue el primer álbum de la banda que ha trazado en la lista británica de rock, llegando al número 17, y también en la lista de álbumes de Australia, alcanzando el número 9.

## Recepción de la crítica
Restoring Force recibió críticas positivas de los críticos, que felicitó al diferente sonido del álbum. En Alternative Press, Phil Freeman calificó el álbum con cuatro estrellas de cinco, y señaló que en ocasiones el álbum se siente como una salida de su predecesor, pero afirmó que "Los movimientos más audaces en Restoring Force pueden llegar a ser signos del futuro musical de la banda, y que podría tener un impacto en toda la escena". Loudwire 's Chad Childers declarado que las voces Pauleys complementan, Carlile grita en todo el álbum, y también elogió la decisión de tener a David Bendeth como su productor, cuando recibió la banda de volver a evaluar su proceso de escritura. Luego pasó a aplaudir el rango del álbum de los estados de ánimo y los sonidos.
El álbum fue incluido en el número 31 en Rock Sound's en la lista de "50 Mejores Álbumes del Año". El álbum también fue incluido en el número 32 de la revista Kerrang!' S "The Top 50 Roca Álbumes de 2014".

## Lista de canciones
| Restoring Force |                               |          |  |
| N.º             | Título                        | Duración |  |
| 1.              | «Public Service Announcement» | 3:32     |  |
| 2.              | «Feels Like Forever»          | 3:13     |  |
| 3.              | «Bones Exposed»               | 4:15     |  |
| 4.              | «Would You Still Be There»    | 3:12     |  |
| 5.              | «Glass Hearts»                | 3:15     |  |
| 6.              | «Another You»                 | 3:45     |  |
| 7.              | «Break Free»                  | 3:29     |  |
| 8.              | «You Make Me Sick»            | 3:21     |  |
| 9.              | «Identity Disorder»           | 3:37     |  |
| 10.             | «You're Not Alone»            | 3:21     |  |
| 11.             | «Space Enough to Grow»        | 3:38     |  |
| 37:17           |                               |          |  |

| Restoring Force: Full Circle |                                         |          |  |
| N.º                          | Título                                  | Duración |  |
| 12.                          | «Broken Generation»                     | 3:41     |  |
| 13.                          | «Something To Hide»                     | 3:30     |  |
| 14.                          | «Never Giving Up»                       | 3:39     |  |
| 15.                          | «Feels Like Forever» (Versión acústica) | 3:11     |  |
| 50:38                        |                                         |          |  |

## Personal
- Austin Carlile: Voz Gutural
- Phil Manansala: Guitarra Líder
- Alan Ashby: Guitarra Rítmica
- Aaron Pauley: Voz Melódica y Bajo
- Valentino Arteaga: Batería